# Jan Dawid Holland
Pour les articles homonymes, voir Holland.
Jan Dawid Holland (né le 17 mars 1746 – mort le 26 décembre 1827) est un compositeur allemand.

## Biographie
Né en Saint-Empire, il est probablement mort à Vilnius (Lituanie). Renommé pour sa musique religieuse lorsqu'il était à Hambourg, il fut invité en 1782 par la famille Radziwiłł à Nesvizh, où il passa vingt années comme maître de chapelle.

## Œuvres
Il composa un singspiel, Agatka, ou l'Arrivée du Maître (1784) donné lors de la visite du roi de Pologne Stanislas II, représenté sur scène par le propriétaire qui revient à temps pour empêcher le mariage d'Agatka et la donner en mariage à un autre paysan, dont elle est amoureuse.